# Mauro Icardi
Mauro Emanuel Icardi Rivero (ur. 19 lutego 1993 w Rosario) – argentyński piłkarz, występujący na pozycji napastnika w tureckim klubie Galatasaray SK. W latach 2013–2018 reprezentant Argentyny.

## Kariera klubowa
Pierwsze piłkarskie kroki stawiał w wieku 5 lat w zespole Club Infantil Sarreatea. W wieku 6 lat wyemigrował z rodziną do Hiszpanii na Wyspy Kanaryjskie, gdzie zaczął grać w piłkę w klubie Vecindario. W Vecindario trafił ponad 500 bramek w zespołach młodzieżowych. W 2008 roku jego osobą zainteresowały się takie kluby jak FC Barcelona i Real Madryt. Miał też oferty z Valencii, Sevilli, Espanyolu, Arsenalu i Liverpoolu.

### FC Barcelona
Ostatecznie jako 15-latek podpisał kontrakt z Barceloną.
Po podpisaniu kontraktu z Barceloną, został włączony do zespołu U-17. W następnym sezonie grał już w drużynie U-19. Kariery tam jednak nie zrobił, gdyż nie pasował do koncepcji drużyny.

### Sampdoria
W styczniu 2011 roku został wypożyczony na pół roku do Sampdorii, by nadać jego karierze przyspieszenia. W drużynie rezerw grającej w Primaverze trafił 4 gole w 8 meczach.
Włoska drużyna zdecydowała się wykupić Argentyńczyka za 400 tysięcy euro w lipcu 2011 roku. Barcelona zawarowała sobie prawo do 15% z następnego transferu zawodnika. Icardi podpisał trzyletnią umowę. Icardi podpisał wówczas trzyletnią umowę z Blucerchiatimi. Dzięki bardzo dobrym występom w drużynie Primavery, gdzie zdobył 19 bramek w 23 występach został przeniesiony do pierwszej drużyny.
12 maja 2012 zadebiutował w pierwszym zespole, w meczu z Juve Stabią, gdy wszedł z ławki za Bruno Fornaroliego w 75 minucie. 10 minut później trafił swojego pierwszego gola w klubie i dał zwycięstwo Sampdorii 2-1. 18 listopada 2012 zdobył bramkę w derbowym meczu z Genoą. 6 stycznia 2013 trafił dwa gole Juventusowi na ich stadionie. 27 stycznia 2013 trafił cztery bramki z Pescarą, co pomogło klubowi w wyjściu ze strefy spadkowej. W styczniu także odrzucił ofertę transferu do SSC Napoli. 18 maja 2013 ponownie w meczu z Juventusem zaprezentował się wybornie, bowiem zdobył bramkę i asystował przy drugiej czym znacznie przyczynił się do porażki Bianconerrich (3:2). Łącznie dla Sampy zagrał w 33 meczach ligowych, w których zdobył 11 bramek.

### Inter Mediolan
Na początku lipca 2013 roku Icardi został zawodnikiem Interu Mediolan, który pozyskał połowę praw do karty zawodniczej piłkarza za kwotę 13 mln euro. W klubie otrzymał koszulkę z numerem 9.
Oficjalny debiut Icardiego w koszulce Nerazzurrich miał miejsce 18 sierpnia 2013 w starciu z AS Cittadella w Pucharze Włoch. 14 września zaliczył premierowe trafienie dla La Beneamata w spotkaniu ligowym z Juventusem. Mauro Icardi dzięki swojemu instynktowi strzeleckiemu szybko stał się czołowym napastnikiem Interu Mediolan uzyskując miejsce w podstawowej jedenastce. W sezonie 2014/2015 został, ex aequo wraz z Lucą Tonim, najlepszym strzelcem Serie A, mając w dorobku 22 bramki. W sezonie 2017/2018 powtórzył ten wyczyn, ponownie ex aequo z Ciro Immobile, zdobywając tym razem 29 goli.
Począwszy od sezonu 2015/2016 Mauro Icardi był kapitanem Interu Mediolan. Zastąpił na tym stanowisku Andreę Ranocchię, który po jednorocznej i nieudanej przygodzie z opaską kapitańską nie zyskał uznania kibiców oraz trenera. 13 lutego 2019 władze klubu poinformowały o odebraniu opaski kapitańskiej Mauro Icardiemu na rzecz Samira Handanovicia. Nie podano do publicznej wiadomości oficjalnych powodów tej decyzji.

### Paris Saint-Germain
2 września 2019 został wypożyczony do francuskiego klubu Paris Saint-Germain. W nowym klubie zadebiutował 14 września, w meczu przeciwko RC Strasbourg (1:0). Pierwszą bramkę dla paryskiej drużyny strzelił 1 października, w wygranym 1:0 meczu fazy grupowej Ligi Mistrzów UEFA przeciwko Galatasaray SK. Łącznie w sezonie 2019/2020 wystąpił 34 meczach, w których strzelił 20 goli. Po sezonie PSG zdecydowało się wykupić Icardiego, który podpisał z Les Parisiens 4-letni kontrakt. 
W sezonie 2020/2021 rozegrał 28 spotkań, w których strzelił 13 goli. 
Sezon 2021/2022 zakończył z 5 golami, był to jego najgorszy sezon pod względem bramek od jego pierwszego sezonu w Sampdorii.

### Galatasaray SK
8 września 2022 został wypożyczony na rok do Galatasaray SK. 16 września zadebiutował w tureckiej drużynie w meczu z Konyasporem. 23 października strzelił premierową bramkę dla Galatasaray, trafiąc w meczu z Alanyasporem. 5 listopada strzelił dwa gole w wygranym 2:1 meczu z Beşiktaşem JK. 14 kwietnia 2023 skompletował hat-tricka w wygranym 6:0 meczu Süper Lig z Kayserisporem. 20 maja zanotował dublet w wygranym 2:0 meczu z Sivassporem, a jego druga bramka była 20. w sezonie 2022/2023. 30 maja zdobył dwie bramki w wygranym 4:1 meczu z MKE Ankaragücü, które pozwoliły przypieczętować Galatasaray 23. mistrzostwo Turcji w historii.
30 lipca 2023 turecki klub poinformował o wykupieniu napastnika z Paris Saint-Germain za kwotę 10 milionów euro rozłożoną na cztery lata. Icardi podpisał z Galatasaray SK trzyletni kontrakt, na mocy którego będzie zarabiać 6 mln euro. Poinformowano, że będzie występował z numerem „9” na koszulce meczowej. 3 października w meczu Ligi Mistrzów UEFA z Manchesterem United strzelił zwycięskiego gola (na 3:2) – była to pierwsza wygrana w historii Galatasaray w meczu wyjazdowym przeciwko angielskiemu klubowi. 21 października zdobył dwa gole w wygranym 2:1 meczu z Beşiktaşem, które pozwoliły mu w pierwszych 15 meczach dla klubu strzelił 14 bramek. 

## Kariera reprezentacyjna
Mauro Icardi był zawodnikiem reprezentacji Argentyny U-20, mimo że dzięki włoskiemu obywatelstwu mógłby występować w kadrze Azzurrich. Z tą drużyną wygrał Torneo di Alcúdia w 2012. oraz wywalczył koronę króla strzelców. 1 października 2013 otrzymał, w miejsce kontuzjowanego Lionela Messiego, powołanie do seniorskiej reprezentacji Argentyny na dwumecz z Peru i Boliwią w eliminacjach do Mistrzostw Świata 2014. 16 października 2013 zadebiutował w reprezentacji Argentyny. 21 listopada 2018 strzelił jedyną bramkę dla reprezentacji, trafiając w 2. minucie spotkania w wygranym 2:0 meczu z Meksykiem.

## Statystyki

### Klubowe
(aktualne na 21 października 2023)
| Klub                       | Sezon              | Liga               | Liga  | Liga   | Puchar kraju | Puchar kraju | Puchar ligi | Puchar ligi | Europa | Europa | Inne  | Inne   | Suma  | Suma   |
| Klub                       | Sezon              | Liga               | Mecze | Bramki | Mecze        | Bramki       | Mecze       | Bramki      | Mecze  | Bramki | Mecze | Bramki | Mecze | Bramki |
| -------------------------- | ------------------ | ------------------ | ----- | ------ | ------------ | ------------ | ----------- | ----------- | ------ | ------ | ----- | ------ | ----- | ------ |
| Sampdoria                  | 2011/2012          | Serie B            | 2     | 1      | 0            | 0            | –           | –           | –      | –      | –     | –      | 2     | 1      |
| Sampdoria                  | 2012/2013          | Serie A            | 31    | 10     | 0            | 0            | –           | –           | –      | –      | –     | –      | 31    | 10     |
| Sampdoria                  | Ogólnie            | Ogólnie            | 33    | 11     | 0            | 0            | 0           | 0           | 0      | 0      | 0     | 0      | 33    | 11     |
| Inter Mediolan             | 2013/2014          | Serie A            | 22    | 9      | 1            | 0            | –           | –           | –      | –      | –     | –      | 23    | 9      |
| Inter Mediolan             | 2014/2015          | Serie A            | 36    | 22     | 2            | 1            | –           | –           | 10     | 4      | –     | –      | 48    | 27     |
| Inter Mediolan             | 2015/2016          | Serie A            | 33    | 16     | 1            | 0            | –           | –           | –      | –      | –     | –      | 34    | 16     |
| Inter Mediolan             | 2016/2017          | Serie A            | 34    | 24     | 2            | 0            | –           | –           | 5      | 2      | –     | –      | 41    | 26     |
| Inter Mediolan             | 2017/2018          | Serie A            | 34    | 29     | 2            | 0            | –           | –           | –      | –      | –     | –      | 36    | 29     |
| Inter Mediolan             | 2018/2019          | Serie A            | 29    | 11     | 2            | 2            | –           | –           | 6      | 4      | –     | –      | 37    | 17     |
| Inter Mediolan             | Ogólnie            | Ogólnie            | 177   | 109    | 9            | 3            | 0           | 0           | 21     | 10     | 0     | 0      | 219   | 124    |
| Paris Saint-Germain (wyp.) | 2019/2020          | Ligue 1            | 20    | 12     | 4            | 0            | 3           | 3           | 7      | 5      | –     | –      | 34    | 20     |
| Paris Saint-Germain        | 2020/2021          | Ligue 1            | 20    | 7      | 4            | 5            | –           | –           | 3      | 0      | 1     | 1      | 28    | 13     |
| Paris Saint-Germain        | 2021/2022          | Ligue 1            | 24    | 4      | 2            | 1            | –           | –           | 3      | 0      | 1     | 0      | 30    | 5      |
| Paris Saint-Germain        | Ogólnie            | Ogólnie            | 64    | 23     | 10           | 6            | 3           | 3           | 13     | 5      | 2     | 1      | 92    | 38     |
| Galatasaray (wyp.)         | 2022/2023          | Süper Lig          | 24    | 22     | 2            | 1            | –           | –           | –      | –      | –     | –      | 26    | 23     |
| Galatasaray (wyp.)         | Ogólnie            | Ogólnie            | 24    | 22     | 2            | 1            | 0           | 0           | 0      | 0      | 0     | 0      | 26    | 23     |
| Galatasaray                | 2023/2024          | Süper Lig          | 9     | 10     | 0            | 0            | 0           | 0           | 6      | 4      | 0     | 0      | 15    | 14     |
| Galatasaray                | Ogólnie            | Ogólnie            | 9     | 10     | 0            | 0            | 0           | 0           | 6      | 4      | 0     | 0      | 15    | 14     |
| Ogólnie w karierze         | Ogólnie w karierze | Ogólnie w karierze | 318   | 177    | 22           | 10           | 3           | 3           | 40     | 19     | 2     | 1      | 384   | 210    |

### Reprezentacyjne
| Reprezentacja | Rok     | Mecze | Bramki |
| ------------- | ------- | ----- | ------ |
| Argentyna     |         |       |        |
| 2013          | 1       | 0     |        |
| 2017          | 3       | 0     |        |
| 2018          | 4       | 1     |        |
| Ogólnie       | Ogólnie | 8     | 1      |

## Sukcesy

### Paris Saint-Germain
- Mistrzostwo Francji: 2019/2020, 2021/2022
- Puchar Francji: 2019/2020, 2020/2021
- Puchar Ligi Francuskiej: 2019/2020
- Superpuchar Francji: 2020, 2022

### Galatasaray SK
- Mistrzostwo Turcji: 2022/2023

### Indywidualne
- Król strzelców Primavera: 2012 (19 goli)
- Król strzelców Torneo di Alcúdia: 2012 (3 gole)
- Król strzelców Serie A: 2014/2015 (22 gole)[c], 2017/2018 (29 goli)
- Król strzelców Pucharu Ligi Francuskiej: 2019/2020 (3 gole)[d]

### Wyróżnienia
- Piłkarz sezonu Serie A: 2017/2018[33]
- Gol sezonu w Serie A: 2017/2018
- Drużyna sezonu Serie A: 2014/2015[34], 2017/2018
- Drużyna sezonu Süper Lig: 2022/2023[35]